# Quincy University
La Quincy University è un'università privata di indirizzo cattolico con sede a Quincy, nello stato americano del Illinois.
Le origini dell'università si ricollegano con quelle del Saint Francis Solanus College, aperto nel 1860 dai francescani giunti dalla Germania per assistere gli emigrati tedeschi. Nel 1917 l'istituto prese il nome di Quincy College e fu elevato al rango di university nel 1993.